# Предбалкан
Предбалканът представлява северната хълмиста и нископланинска ивица на Старопланинската (Балканска) зона и е междинно звено между Дунавската равнина на север и същинската високопланинска част на Старопланинската (Балканска) зона. Заема площ от 14 389,8 km², средна надморска височина – 364 m и максимална височина във Васильовска планина – Васильов връх (1490 m).

## Географско положение, граници, деление

### Географско положение
Предбалканът е разположен между Дунавската равнина на север и Стара планина на юг, на запад се простира до река Бели Тимок (дясна съставяща на Тимок) в Сърбия, а на изток достига до сливането на двете съставящи реки на Камчия – Голяма Камчия и Луда Камчия. Площта на Предбалкана е 14 390 km2, а дължината – около 460 km. Ширината му варира от 20 – 30 km в западната и източната част до 50 – 60 km в средната част.
Той се простира върху територията на части от 11 български области – Видинска, Монтана, Врачанска, Софийска, Ловешка, Габровска, Великотърновска, Сливенска, Търговишка, Шуменска и Варненска.

### Граници

#### Северна граница
На север границата на Предбалкана с Дунавската равнина опира до най-северните му ридове и планини. Тук тази граница има недостатъчна изразителност и може да се счита като условна, но заедно с това в отделни интервали, където северните склонове на съответните ридове и планини на Предбалкана се спускат сравнително стръмно към южната периферия на равнината и нейното морфоложко изражение, е обусловена от тектониката.
На запад тази граница започва от северното подножие на уединената височина Връшка чука, след това следи подножието на северния разседно обусловен стръмен склон на Рабишката могила (461 m), а пò на изток морфотектонски изразената граница се проследява по северното подножие на планинския рид Венеца (904 m) и Широка планина (941 m), където по протежението на северното бедро на Белоградчишката антиклинала ясно проличава морфоложката изява на разломно-дислокационните структури. При село Владимирово границата пресича река Огоста и продължава на изток по северното подножие на разседно обусловения склон на Владимировския рид. Още пò на изток обхожда от север уединената височина Борованска могила и продължава на изток в южната околност на село Враняк. Преминава по североизточното подножие на Дреновица (рид) и при село Чомаковци пресича река Искър, следейки на изток подножието на праволинейния и стръмен разседно-обусловен северен склон на Маркова могила.
След това границата обхожда откъм север по-високия хълмист релеф при село Телиш, пò на изток, при село Садовец пресича долината на река Вит, следейки по-нататък северната периферия на Ловчанските височини. Още пò на изток границата между Дунавската равнина и Предбалкана пресича река Осъм при село Александрово и продължавайки след това по северното подножие на Деветашкото плато, достига до разседно обусловената по паралела долина на река Росица. По-нататък тя следи южната периферия на запълненото с плиоценски наслаги Ресенско структурно понижение. При село Самоводене границата пресичайки река Янтра върви по северното подножие на праволинейния разседно обусловен склон на Търновските височини и продължава на североизток по долината на Голяма река.
След това границата между Дунавската равнина и Предбалкана преминава по вододела между Голяма река и Черни Лом и пò на изток се очертава от долината на Черни Лом и нейния плосък вододел спрямо левия приток на река Врана – Лилякска река. оттук на изток добре изразената праволинейна морфотектонска граница следи подножието на северните разседно обусловени склонове на Преславска и Драгоевска планина и завършва при сливането на реките Голяма Камчия и Луда Камчия при село Цонево.

#### Южна граница
Южната граница на Предбалкана със Стара планина следи в едри линии надлъжните разломи по протежение на северновергентните навлачни структури. Една част от границата следи чупките на напречните долини на реките, които са твърде изразителни при допира на твърдите варовици на юротипните гънки и по-неустойчивия дълбоко обработен в тектонско отношение литоложки субстрат на Стара планина. освен това на някои места границата се очертава от младия седиментен пълнеж на синклиналните структурни понижения.
В най-западната си част границата между Предбалкана и Стара планина започва от Белоградчишкия проход (570 m) на границата със Сърбия и следи на изток Салашката синклинала. След това тя минава през седловината Превала (535 m) и продължава на югоизток по протежение на дислоцираните структури на Салашката синклинала и праволинейната, обусловена от тектониката долина на река Огоста. Пò на изток, в южната периферия на Бързийско-Ботунското структурно понижение, границата има характер на постепенен преход. Източно от долината на река Ботуня по северната периферия на Врачанското поле и подножието на североизточния праволинеен структурно обусловен склон на Врачанската планина тя показва подчертана морфотектонска изразителност. При село Лютиброд добре изразената в морфотектонско отношение граница между двете зони, пресичайки долината на река Искър, следи северното подножие на твърде изразителната морфоскулптура при „Ритлите“. След това тя върви по северната ограда на Ботевградската котловина и пò на изток последователно се маркира от напречните чупки в долините на реките Малки Искър (при Етрополе) и Черни Вит (при Дивчовото).
След долината на река Черни Вит започва границата между Средния Предбалкан и Средна Стара планина. Границата последователно пресича долините на реките Бели Вит (при Рибарица), Бели Осъм (при село Бели Осъм), Черни Осъм (южно от Троянския манастир), Видима (при град Априлци), Росица (при село Стоките), Янтра (при Габрово), Дряновска река (при Трявна), Белица (при село Вонеща вода), Златаришка река (южно от град Елена и Стара река (при село Стара река), където завършва границата със Средна Стара планина.
В източната си част границата между предбалкана и Стара планина се проследява по подножието на тектонски обусловената откъм юг ограда на Герловската хълмиста котловина и по северното подножие на Върбишка планина достига до сливането на двете съставящи реки на Камчия – Голяма Камчия и Луда Камчия при село Цонево.

### Деление
Предбалкана се поделя на 3 подобласти – Западна, Средна и Източна, като границите между тях са реките Вит с притока си Черни Вит и Стара река (десен приток на Янтра).

#### Западна подобласт
Западната подобласт на Предбалкана заема площ от 4659,7 km2 или 32,38% и средна надморска височина от 332 m. Простира се между долините на реките Бели Тимок на запад и Вит и Бели Вит на изток. Релефът е предимно хълмист и нископланински. Тук морфографските единици показват преобладаващо диагонално северозапад-югоизточно простиране. Сравнително сложната долинна мрежа, която е представена от надлъжни и напречни долини, обуславя дълбокото разчленение на релефа и до известна степен подсилва неговия орографски ефект. Земите с надморска височина от 0 до 200 m заемат 705,4 km2 или 15,14%, от 200 до 600 m – 3669,3 km2 или 78,75%, от 600 до 1000 m – 283,1 km2 или 6,08%, от 1000 до 1600 m – 1,9 km2 или 0,04%.
От северозапад на югоизток тук се установява уединеното морфографско изражение на Връшка чука (692 m) и Рабишката могила (461 m), надлъжното простиране на планината Бабин нос (1108 m) и на ридовете Венеца (904 m, Белоградчишки Венец) и Ведерник (1124 m, Ведернишки рид), откроените гърбища на Широка планина (941 m) и Веренишко бърдо (652 m), обособеният рид на Пъстрина (564 m) и протежението на рида Милин камък (460 m) и ридовете Веслец (781 m), Гола глава (853 m), * Лакавица (1027 m), Драгоица (957 m) и Лисец (1283 m). Тук с особено голяма морфографска изразителност се отличават напречните проломи на реките Искър, Бебреш и Малки Искър, а в лявото поречие на Малки Искър значителен обхват има добре обособената Ботевградска котловина (350 m).
Основни морфографски единици в Западния Предбалкан:
- Бабин нос (планина)
- Берковска котловина
- Борованска могила (уединена височина)
- Ботевградска котловина
- Ведерник (Ведернишки рид)
- Венеца (Белоградчишки Венец)
- Венеца (Врачански Венец)
- Веренишко бърдо
- Веслец (рид)
- Владимировски рид
- Врачанско поле
- Връшка чука (уединена височина)
- Вършецка котловина
- Гола глава (рид)
- Драгоица (рид)
- Дреновица (рид)
- Зъбера (Белотински зъбер)
- Каменополско плато
- Лакавица (рид)
- Лисец (рид)
- Маркова могила
- Мездренска хълмиста област
- Милин камък (рид)
- Пъстрина (уединена височина)
- Рабишка могила
- Широка планина

#### Централна подобласт
Централната подобласт на Предбалкана заема площ от 6576,5 km2, средна надморска височина от 420 m. Това е най-голямата по площ, с най-голямата надморска височина (Васильов връх 1490 m) и най-широка част на Предбалкана и се простира между долините на реките Вит и Черни Вит на запад и Стара река (десен приток на Янтра) на изток. Тази подобласт се отличава с добре изразен в широк обхват хълмист и нископланински релеф, над който доминират планините в горното поречие на Вит. Тук дълбоките долини на реките Черни Вит, Бели Вит, Бели Осъм, Калник и техните по-големи притоци очертават и подсилват орографската изразителност на планините Лествица (1355 m) и Васильовска планина (1490 m). Преобладаващата посока на техните значително разчленени била от северозапад-югоизточна варира до почти меридионална. останалата преобладаваща част от средната подобласт на Предбалкана представлява едно сложно морфографско съчетание от надлъжни височини и платовидни ридове, очертани от дълбоко всечените напречни проломи и надлъжните долини, придружени със значителен по обхват долинни разширение. от запад на изток тук се редуват платовидните ридове, плата и височини Микренски височини (874 m), Деветашко плато, Стражата (плато, 788 m), Беляковско плато и Арбанашко плато (440 m). В тясна морфографска връзка с тях в същото направление се проследява орографският обхват на Ловчанските (655 m), Севлиевските (853 m), Габровските (940 m) и Търновски височини (440 m). В непосредствена връзка с платовидните ридове и надлъжните височини се проследяват дълбоките напречни проломни долини на реките Вит, Осъм, Росица, Янтра и други, контрастиращи с добре обособените надлъжни долинни разширения, някои от които като Севлиевското и Еленското наподобяват на значителни по обхват котловини с твърде сложна периферна конфигурация. Земите с надморска височина от 0 до 200 m заемат 768,1 km2 или 11,68%, от 200 до 600 m – 4734,5 km2 или 71,99%, от 600 до 1000 m – 938,5 km2 или 14,27%, от 1000 до 1600 m – 135,4 km2 или 2,06%.
Основни морфографски единици в Средния Предбалкан:
- Арбанашко плато
- Беляковско плато
- Васильовска планина
- Габровски възвишения (Габровски височини)
- Гагайка (рид)
- Деветашко плато
- Еленска котловина
- Еленски възвишения (Еленски височини, Еленски рид)
- Крушевски рид
- Лествица (планина)
- Ловчански височини (Ловчанска планина)
- Меловете (възвишение)
- Микренски височини
- Плужна (плато)
- Присовски рид
- Романа (уединена височина)
- Севлиевски височини
- Севлиевско поле
- Стените (рид)
- Стражата (плато)
- Търновски височини (Търновска планина)
- Угърчински височини
- Черновръшки рид

#### Източна подобласт
Източната подобласт на Предбалкана е с най-малка площ от 3153,6 km2 и най-малка средна надморска височина от 296 m. Тази част се отличава с добра изразена скаровидна долинна мрежа, при която преобладават морфографските черти на надлъжните приточни долини, а напречните дълбоки проломни долини на реките Врана (ляв приток на Голяма Камчия) и особено на главната отводнителна артерия река Голяма Камчия подчертават разчлененото и контрастно изражение на релефа. Тук едрите контури в орографията се осъществяват от диагоналното простиране на Антоновските височини (532 m), Лиса планина (1054 m), Преславска (723 m) и Драгоевска планина (509 m). На изток и на юг от тях в широк обхват се простира Герловската котловина, чиято нахълменост се обуславя от типичната скаровидна долинна мрежа в горното поречие на Голяма Камчия. Земите с надморска височина от 0 до 200 m заемат 1101 km2 или 34,91%, от 200 до 600 m – 1914,1 km2 или 60,7%, от 600 до 1000 m – 138,2 km2 или 4,38%, от 1000 до 1600 m – 0,3 km2 или 0,01%.
Основни морфографски единици в Източния Предбалкан:
- Антоновски рид (Антоновски височини)
- Герлово (историко-географска област, котловина)
- Драгоевска планина
- Кедикбалкан (височини)
- Лиса планина
- Преславска планина
- Ришка котловина
- Сланник (историко-географска област)

## Геоложки строеж, геоморфоложки особености
Предбалканът представлява система от кулисоподобно застъпващи се антиклинални и синклинални гънки. Тази система се поделя на две основни надлъжни ивици: северна външна и южна вътрешна. Външната е заета от слабо издигнати и разломени надлъжно антиклинали, като на изток тази ивица завършва при Преславска планина. Вътрешната ивица е заета от по-високо издигнати антиклинали, групирани в три големи групи: Белоградчишка, Тетевенска и Преславска. Широко разпространение имат кредните варовити, варовито-мергелни и песъчливи пластови задруги. Триаски и юрски скали се срещат в Западния и Средния Предбалкан. Палеогенски скали се разкриват в Мездренското, Луковитското и Габровското тектонски понижения. Гънковата структура е придала специфичен морфоложки облик на релефа. Образувани са първичните структурни форми – антиклинални ридове и височини и синклинални понижения, и вторични структурни форми – моноклинални ридове, синклинални плата и антиклинални понижения.
В резултата от епейрогенното издигане на Предбалкана през различните геоложки епохи в него се наблюдават три различни по височина и възраст денудационни нива. Най-старото и най-високо разположеното денудационно ниво е младомиоценското което се установява по най-високите части на Предбалкана – планините Васильовска, Лествица и Лиса и ридовете Ведерник, Венеца (Белоградчишки Венец) и Лакавица, като заема техните билни части и височината му се колебае от 860 до 1300 m.
Второто по височина и възраст денудационно ниво – понтийското, в най-високите части на Предбалкана има характер на типично склоново стъпало и неговата твърде различна височина се колебае в интервала от 700 до 1100 m. Това ниво в по-ниските части на Предбалкана – при рида Веслец и планините Преславска и Драгоевска заема горнищата на тези орографски единици и има средна височина около 650 m. Над него като твърдици се издигат най-високите им върхове, повечето от които имат характер на типични моноклинали.
Третото, най-ниско и най-младо денудационно ниво – левантийското, е изразено като склоново стъпало вследствие на нееднаквата амплитуда на епейрогенното издигане в различните части на областта и показва значително колебание във височината си, която варира от 450 до 900 m.
Във варовитите скални комплекси широко е развит карстов релеф с пещери (Съева дупка, Магурата, Бачо Киро и др.), пропасти (Бездънния пчелин, Кучешка пещера и др.) понори, кари, валози, ували, пропасти, карстови полета и скални корнизи.

## Полезни изкопаеми
Полезните изкопаеми в Предбалкана са в ограничено количество въглища, желязна руда, природен газ, златоносни пясъци по река Огоста, каменна сол край Омуртаг. Има множество минерални извори край Вършец, Шипково, Вонеща вода и др.

## Климат и води

### Климат
В климатично отношение областта на Предбалкана има съществени прилики с Дунавската равнина, но показва и значителни разлики. Приликата се основава на обширния обхват на хълмистия релеф, който със своята надморска височина е близък до този на Дунавската равнина и има широка морфографска връзка с него. Също така тук се наблюдават същите циркулационни условия за пренос на въздух както в Дунавската равнина. Заедно с това обаче Предбалканският климатичен район показва и много различия в климатично отношение спрямо Дунавската равнина. Тези разлики са свързани с климатообразуващата роля на релефа, която се изразява в по-голямата му надморска височина спрямо Дунавската равнина и с неговите конфигурационни особености, от друга страна, за климатообразуването в този район и близостта му с високата верижна орографска бариера на Стара планина. Тази близост оказва влияние за трансформацията на транспортираните въздушни маси. Условията на тяхната кондензация влияят не само на нееднаквото разпределение на валежните количества и величината на термичното ниво, но и върху посоката и силата на ветровете. За формирането на климата в областта на Предбалкана трябва да се отчете и ролята на горската покривка, чиято площ в сравнение с тази на Дунавската равнина е много по обширна и има по-голямо климатоформиращо влияние.
Като цяло в Предбалкана преобладава умереноконтиненталният климат, а в някои по-високи части и планински климат. Средни годишни температури са 10 – 11 °С. Средните януарски температури варират от -1,5 до -5 °С, а средно юлските 16 – 21 °С. През зимния сезон в някои затворени котловини се наблюдават и температурни инверсии, където са измерени едни и едни от абсолютните минимуми за България – Севлиевската котловина (-35,4 °С).
Годишна сума на валежите се увеличава от север на юг от 590 – 650 до 1000 mm с ясно изразен пролетен максимум – май-юни, и зимен минимум – февруари. Освен това успоредно с нарастването на валежните количества с увеличаване на надморската височина се наблюдава и сравнително бързо нарастване на твърдите валежи. В подкрепа на това свидетелства нееднаквата трайност на снежната покривка, която в хълмистите земи има продължителност около 3,5 месеца (Габрово 110 дни, Елена 108 дни), а в планинските райони с височина над 1000 m, времето надхвърля 4,5 месеца. Преобладаващите ветрове са от запад, като през пролетните месеци често явление е фьоновия вятър от юг.
Климатични данни за станция Троян:
- средна годишна температура 10,4 °С
- средна декемврийска температура -2,1 °С
- средна юлска температура 22,2 °С
- годишно количество на валежите 746 mm, максимум – юли 120 mm, минимум – февруари 30 mm.

### Води
Повечето от реките в Предбалкана са транзитни, като идват от юг от Стара планина и навлизат на север в Дунавската равнина (Лом, Огоста, Искър, Вит, Осъм, Росица, Янтра, Голяма Камчия и др). Други като Видбол, Арчар, Цибрица, Скът и др. извират от Предбалкана и навлизат в Дунавската равнина, а трети (Калник, Каменица (река), Дрипла, Крапец, Бебровска река, Карадере и др.) протичат изцяло в пределите на Предбалкана. Преобладаването на течните валежи през годината и техният пролетен максимум обуславят доминирането на дъждовното речно подхранване и проявата на пролетен (март-май) максимум на оттока. Минимумът се наблюдава при есенните месеци (август-септември), когато е периода на оскъдните валежи и интензивното изпарение. За някои от реките извиращи от високите части на Стара планина, и които в горното си течение имат предимно снежно-дъждовно подхранване максимумът се измества през периода на късната пролет (май-юни). За формирането на оттока на реките в Предбалкана голямо значение оказват и изобилието от подземни карстови води. Значителна част от оттока на реките Арчар, Лом, Огоста, Скомля и Вит и особено Панега се формира от карстови извори.
Така разгледаните фактори, които обуславят режима на речния отток, влияят и върху различния модул на оттока в отделните части на Предбалкана. Неговата минимална стойност (0,1 l/s/km²) се наблюдава в най-ниските хълмисти земи, където геоложката основа е представена от окарстени варовици, малкият наклон на релефа, интензивното изпарение и широко застъпените карстови райони. След това, с показатели от 1 до 3 l/s/km2 се характеризират хълмистите земи, които се съпровождат с водонепропусклива основа на хотривските мергели. В нископланинските земи на Предбалкана и водонепропускливата геоложка основа, съчетана с умерено развита тревна и горска растителност повишават модула на оттока и той достига до 7 – 10 l/s/km2. В най-високите части на Предбалкана с височина над 1000 m при водонепропусклива геоложка основа, сравнително голям наклон на релефа и добре развита тревна и горска растителност модулът на оттока надхвърля 12 l/s/km2.

## Почви
Почвената покривка в Предбалкана представлява генетично отражение на преобладаващата карбонатна геоложка основа, на умереноконтиненталните климатични условия и на сравнително сухолюбивата горска широколистна растителност. Това съчетание на физикогеографски условия е благоприятствало за образуването и значителното разпространение на сивите горски почви, които се поделят на тъмносиви, светлосиви и сиви в зависимост от геоложката подложка. В по-високия пояс на Предбалкана, главно по склоновете със северна експозиция и по-влаголюбива горска, основно букова растителност се съпровождат от типичните светлокафяви горски почви. По долините на по-големите реки в съчетание със сравнително влаголюбива тревна и горска растителност разпространение имат и алувиалните почви.

## Флора и фауна
В най-ниските части на Предбалкана, в областта на алувиалните почви покрай по-големите реки е развита влаголюбива тревна и горска растителност. В по-ниския пояс, където широко разпространение имат сивите горски почви, преобладава дъбът с неговите разновидности благун, цер и габър. В по-високия пояс – над 800 м, с подложка от светлокафяви горски почви растат сребриста липа, бук, леска, дрян, глог и шипка, на места смрадлика, люляк, божур и др. По-най-високите места има изкуствени насаждения от иглолистни гори. В ниските части, където голяма част е заета от обработваеми земи естествената растителност е променена, а има и райони с интензивна ерозия.
Преобладаващата фауна на Предбалкана е от евросибирски и европейски тип, докато средиземноморски видове има малко поради бариерната роля на Стара планина. Фауната е смесена – от равнинни и планински биологични видове. Най-срещаните птици са малкият орел, горският гълъб, забулената сова, обикновената гургулица, дроздът, враната, горската зидарка, въртошийката и други, а от бозайниците – глиганът, благородният елен, сърната, сънливецът, язовецът и горската мишка. От влечугите тук обитават обикновената усойница, смокът-мишкар и слепокът. Земноводните са представени от пъстрия дъждовник и алпийския тритон, а от безгръбначните най-често се срещат някои карпатски и северни пеперуди, паяци и бръмбари.